# Zeche Herrenbank (Rellinghausen)
Die Zeche Herrenbank in Rellinghausen, seit 1910 ein Stadtteil von Essen, ist ein ehemaliges Steinkohlebergwerk, das bereits im 18. Jahrhundert in Betrieb und das Gegenstück der Zeche Bauernbank war. Die Zeche war auch unter dem Namen Zeche Herrnbank bekannt. Besitzer war die Herrschaft von Vittinghoff, genannt Schell.

## Bergwerksgeschichte
Im 18. Jahrhundert wurde, auch unter dem Schloss Schellenberg, durch Lohnarbeiter Steinkohle abgebaut. Im Jahr 1805 wurde am Schacht Dorothea abgebaut. Im Jahr 1810 wurde der Schacht Mina geteuft. Der Schacht erreichte eine Endteufe von 13⅜ Lachtern. Im Jahr 1815 wurde im Schacht Gute Hoffnung gefördert, außerdem wurde ein Stollen im Flöz Bauernbank angesetzt. Ab März des Jahres 1820 wurde das Bergwerk in Fristen gesetzt. Im Jahr 1825 wurde das Bergwerk wieder in Betrieb genommen. Im selben Jahr wurde am Schacht Georg abgebaut, gebaut wurde im Flöz Bauernbank. Im Jahr 1830 befand sich der Stollen unter dem Haus Schellenberg. Im Jahr 1840 war Schacht Georg in Förderung. In den Jahren 1853 bis 1855 wurde die Zeche Herrenbank zwar noch in den Unterlagen genannt, es fand jedoch keine Förderung mehr statt. Nach dem Jahr 1855 wird die Zeche Herrenbank nicht mehr erwähnt.

## Förderung und Belegschaft
Die ersten bekannten Förder- und Belegschaftszahlen stammen aus dem Jahr 1830, damals waren vier Bergleute auf dem Bergwerk beschäftigt, die eine Förderung von 8484 Scheffeln Steinkohle erbrachten. Im Jahr 1834 fand Abbau statt, es wurden aber keine Förderzahlen genannt. In diesem Jahr waren drei Bergleute auf dem Bergwerk beschäftigt. Im Jahr 1836 wurden 2747½ preußische Tonnen Steinkohle gefördert. Im Jahr 1840 sank die Förderung auf 1685¼ preußische Tonnen Steinkohle. Im Jahr 1842 dann erneut Anstieg auf 3563 preußische Tonnen Steinkohle. Die letzten bekannten Förder- und Belegschaftszahlen des Bergwerks stammen aus dem Jahr 1844, in diesem Jahr wurden 16.920 Scheffel Steinkohle gefördert.